# ローソクもらい
ローソクもらいは、7月7日もしくは月遅れの8月7日の七夕に北海道で行われる行事である。「ローソク出せ」とも呼ぶ。

## 概略
「ローソクもらい」は、子供たちが浴衣を着て提灯を持ち、夕暮れ時から夜にかけて近所の家々を回って歌を歌い、ローソクやお菓子を貰いあるくハロウィンに似た習わしである。富良野市や室蘭市、根室市、函館市とその周辺の市町では7月7日、その他の多くの地域では8月7日におこなわれ、七夕から盆にかけておこなわれる地域もある。現在も北海道各地でおこなわれているこの「ローソクもらい」は、古くから拓かれた函館や江差などの道南地方や、札幌市など家々の密集する地域でとくに顕著にみられる。
函館の古い習俗を記した安政2年（1855年）の『函館風俗書』（蛯子七左衛門著）には、七夕の習わしとして、子供たちがめいめいにガク灯籠を差し出して、柳に五色の短冊をつけて、笛や太鼓を鳴らし囃し立てて歩くようすが描かれている。ここではローソクを貰い集めることは記されていないが、灯籠を見せて歩く習わしは、「ねぶたッコ見てくれ」と練り歩く青森県のねぶたの習わしに似ている。
ローソクもらいの日には、学童前から子供たちが缶灯籠や提灯を手に三々五々集まり、7人前後の集団となって、囃し歌を歌って近隣各戸を訪ねあるく。
近年では地域社会における人間関係の希薄さや治安の悪化、火災の心配などから行事を行わなくなった地域、もしくは提灯を使わず、マグライトやLEDライトを使用する等、防犯の面から行動域を自宅付近に限定するといった様な時代に合わせて変化している様子がうかがえる。場所によっては日が沈む前の明るい時間帯に行う地域も増えてきている。
戦前や戦後の電力インフラが未発達の時代や物資が乏しい時代にはローソクは照明道具として貴重であり生活必需品であった。
現代の子供たちは当然お菓子を貰うことを期待しているが、引越してきたばかりの人など、この行事を知らない人は囃し歌の通りにローソクをあげてしまうので子供ががっかりしてしまうことがある。また、菓子を準備していない家は菓子代としてお小遣いをあげることもある。

## 各地の歌詞
札幌近郊、道東遠軽町周辺、室蘭市、登別市、旭川市（一部地域のみ）、歌志内市、岩見沢市、釧路市、余市町
- 「ローソク出ーせー出ーせーよー　出ーさーないとー　かっちゃくぞー　おーまーけーにー噛み付くぞー」
- 「ローソク出ーせー出ーせーよー　出ーさーないとー　かっちゃくぞー　おーまーけーにー喰い付くぞー」
- 「ローソク出ーせー出ーせーよー　出ーさーないとー　かっちゃくぞー　おーまーけーにーひっかくぞー」
- 「ローソク出ーせー出ーせーよー　出ーさーないとー　ひっかくぞー　おーまーけーにーかっちゃくぞー」
- 「ローソク出ーせー出ーせーよー　出ーさーないとー　ひっかくぞー　おーまーけーにー喰い付くぞー」
- 「ローソク出ーせー出ーせーよー　出ーさーないとー　ひっかくぞー　おーまーけーにー噛み付くぞー」
- 「ローソク出ーせー出ーせー出ーせー　出ーさーないとー　かっちゃくぞー　おーまーけーにー噛み付くぞー」

千歳近郊
- 「ローソク出ーせー出ーせーよー　出ーさーないとー　かっちゃくぞー　おーまーけーにー噛み付くぞー　噛み付いたら放さんぞー」
- 「ローソク出ーせー出ーせーよー　出ーさーないとー　かっちゃくぞー　おーまーけーにー喰い付くぞー　喰い付いたら放さんぞー」

小樽市
- 「今年　豊年七夕まつり　ローソク出ーせー　出ーせーよー　出ーさーねーば　かっちゃくぞー　おーまーけーに　喰っつくぞ　商売繁昌　出ーせー　出ーせー　出ーせーよー」

古平郡
- 「今年豊年七夕祭り･･･寝ても起きても　けねうぢ　動かね」

函館市、七飯町、大野町（現・北斗市）
- 「竹に短冊七夕祭り　大いに祝おう　ローソク一本頂戴なー」
- 「竹に短冊七夕祭り　多い（追い）は嫌よ　ローソク一本頂戴なー」
- 「竹に短冊七夕祭り　おーいやいやよ　ローソク一本頂戴なー」（昭和50年代まで）
- 「竹に短冊七夕祭り　おーいやいやよ　ローソク一本頂戴なー　ローソクけなきゃ　かっちゃくぞー」（昭和30年代より以前）

上磯町（現・北斗市）　檜山
- 「竹に短冊七夕祭り　おーいやいやよ　ローソク一本頂戴なー」
- 「竹に短冊七夕祭り　多いは嫌よ　ローソク一本頂戴なー　くれなきゃ顔をかっちゃくぞー」

松前
- 「ことーしゃ　豊年七夕祭りよ　おーいやいやよ　ローソク出ーせー出ーせーよ　出ーさーねーばーかっちゃぐどー　おーまーけーにーどんずぐどー」
- 近年では
- 「ことーしゃ　豊年七夕祭りよ　おーいやいやよ　ローソク一本ちょうだいなー　出ーさーねーばーかっちゃぐどー　おーまーけーにーどんずぐぞー」
- ※「かっちゃく」は北海道弁で「引っ掻く」の意味　「けねうぢ」は「くれないうち」の意味　「どんずく」は同じく「つつく」の意味

富山県射水市堀岡
- 「竹に短冊、七夕まつり、盆に踊れば　いちゃけに踊れ」
- ※「いちゃけ」は「いたいけに」で「可愛く」の意味で、現在は提灯行列として残っている（富山県と北海道、特に小樽や函館とは北前船でつながりがあり、出稼ぎも多かった）

石川県加賀市南西部山中温泉栢野大杉のある町
- 「一銭三文、ローソク一丁　あがりました　ま〜た一丁　（読経の鐘を鳴らして）チーン！」
- ※地蔵盆の供物を前にしてお賽銭、供物やローソクが捧げられた時の感謝や催促として、昭和28年通貨が円となった以降も謡われた。

青森県川内町
- 「じぇんこ けねば かっちゃぐぞ」（お金を　くれなければ　ひっかくぞ）
- ※上記の歌詞で「子供ねぶた」を運行することがあった（町のねぶたとは別に遊びで行っていたものだが、囃子は町のねぶたと一緒だった、単に七五調で合ってただけかも知れないし、「じぇんこ」は元々は「ろうそぐ」（ロウソク）だったかも知れない）。合いの手で「いっちゃや～れ や～れやれ」の掛け声もあり、この歌詞は北陸（富山県や能登半島）、北海道南部（松前や江差）のつながりはあるかも知れない。他の風習や祭などで北前船の影響があったことは指摘されている。

## 囃し歌などの地域性と時代性
ニシン漁で栄えた漁師町では「今年豊年七夕まつり」という歌詞からはじまることが多く、地域によってはローソクを強要する歌詞も歌われた。かつて北海道経済の中心であった小樽では「商売繁盛」の歌詞が付け加わっている。内陸部の多くの地域では、枕言葉になる部分が省略され、ストレートに「ローソク出せ」と歌う歌詞が多い。時代が新しくなればなるほど、こうした簡略化された直接的な囃し歌が歌われる。
函館での変化
函館において言えば、「ローソクけなきゃ（くれなければ）　かっちゃくぞー」は小学校の指導で消滅し、「おー　いやいやよ」も意味不明とされ、学校などの指導が元で「大いに祝おう」が普及した。
さらに昭和50年代以降は飴やお菓子に変化し、その理由は
1. 子ども達が火気を扱うのは危険であることからローソクを配布しなくなった。
2. 日常でローソクを使うことが少なくなった。
3. ローソクの代わりにと商店やスーパーが配布用お菓子を販売する「七夕商戦」が盛んになった。

とされる。この変化ついて行事の本来の意義が失われたとの声もある。事情によりロウソクもらいの準備をしていない家庭や商店もあることから、軒先に七夕飾りがないところには訪ねないようにし、現金はもらわないように指導している。小学校では事前に歌や挨拶の練習をしている。

## 「ローソクもらい」と「津軽地方のねぶた」との共通性
ローソクもらいの習俗が北海道に根付いた説のひとつとして、青森県の青森ねぶた、弘前ねぷたとの関連があげられている。津軽地方では戦前までのねぶたの照明はローソクであったため、ローソクをもらって歩くことが習慣となっていた。深浦町の旧岩崎村地区ではねぶたは大正末期になくなってしまったが、「今年豊年 田の神祭り」などと唱え、家々を廻ってローソクをもらって歩き、旧小泊村（現中泊町）では戦前まで各集落でねぶたを出したが、ねぶたをリヤカーに乗せ「ローソク出さねばがっちゃくぞ」などと言いながら各家を廻り歩いていたなど、北海道で現在行われているローソクもらいの原形を見ることができる。また、「出せ」にはローソクだけではなく「寄付」を寄こせという意味も込められており、これによってねぶた行事の経費としていた。現在、各地のねぶたを運行する際に掛け声として聞かれる「ラッセラーラッセラー　ラッセラッセラッセラー」は「ろうそく出せ 出せ　出せよー」が、「イッペーラーセー」は「いっぱい出ーせー」が、「ヤーヤドー」は「おー　いやいやよー」が語源とされ、それが訛り省略されて現在の形になったといわれており、北海道各地で歌われている歌詞との共通性が見受けられる。なお、江戸時代の「菅江真澄遊覧記」に、ねぶたまつりの囃しとして「おー　いやいやよ」が紹介されている。

## 日本のなかの「ローソクもらい」
日本各地には、お盆のころに子供たちによる万灯や火祭り、灯籠流しの習俗がみられる。そこでは、そのための材料や金銭を、子供たち自身が地域の家々を訪ねて貰い集めることも古くから行われてきた。北海道の「ローソクもらい」の習わしも、上述のように津軽のねぶた行事にその淵源を求めることができるし、日本各地で子供たちが行う七夕や地蔵盆などの盆行事の延長上にあるとみなすことができる。
本土各地からの移住地である北海道は、一般に、その故郷の習俗が点在するケースが多いが、この習わしは地域を越えて北海道一円に分布している。今もむかしも、子供の間の遊びや行事の流行は伝播のスピードが速く、この行事は北海道における子供文化の特徴のひとつとなっている。